# Rory Byrne
Rory Byrne (Pretoria, 10 gennaio 1944) è un ingegnere sudafricano.
Collabora con la Scuderia Ferrari, ricoprendo il ruolo di consulente tecnico.

## Carriera
Si è diplomato con il massimo dei voti presso la Queens High School di Johannesburg nel 1960; nel 1964 si è laureato in Scienze (con specializzazione in chimica industriale e matematica) presso la Withwatersrand University, sempre a Johannesburg. È considerato uno dei migliori progettisti di F1, insieme ad Adrian Newey.

### Toleman
Si è trasferito in Europa nel 1973, avendo poca esperienza nel campo delle gare automobilistiche. Dopo avere progettato per la Toleman la vettura che dominò la stagione in Formula 2 nel 1980 (la TG280), è passato in Formula 1 nel 1981, sempre con la Toleman. La sua prima macchina progettata per la F1 è stata la TG181 con motore Hart, che ha esordito nel Gran Premio di San Marino. Nel 1982 progetta la TG183, che dopo due apparizioni in quell'anno, viene rivista completamente nel 1983 come TG183B e disputerà due stagioni e che ottiene come miglior piazzamento il quarto posto con Derek Warwick nel Gran Premio d'Olanda 1983. Il primo podio ottenuto è quello del Gran Premio di Monaco del 1984: lo conquista Ayrton Senna sulla TG184. L'ultima vettura realizzata per la Toleman, prima del passaggio di proprietà alla famiglia Benetton, è la TG185. Byrne ha lavorato con la Toleman in Formula 1 dal 1981 al 1984.

### Benetton

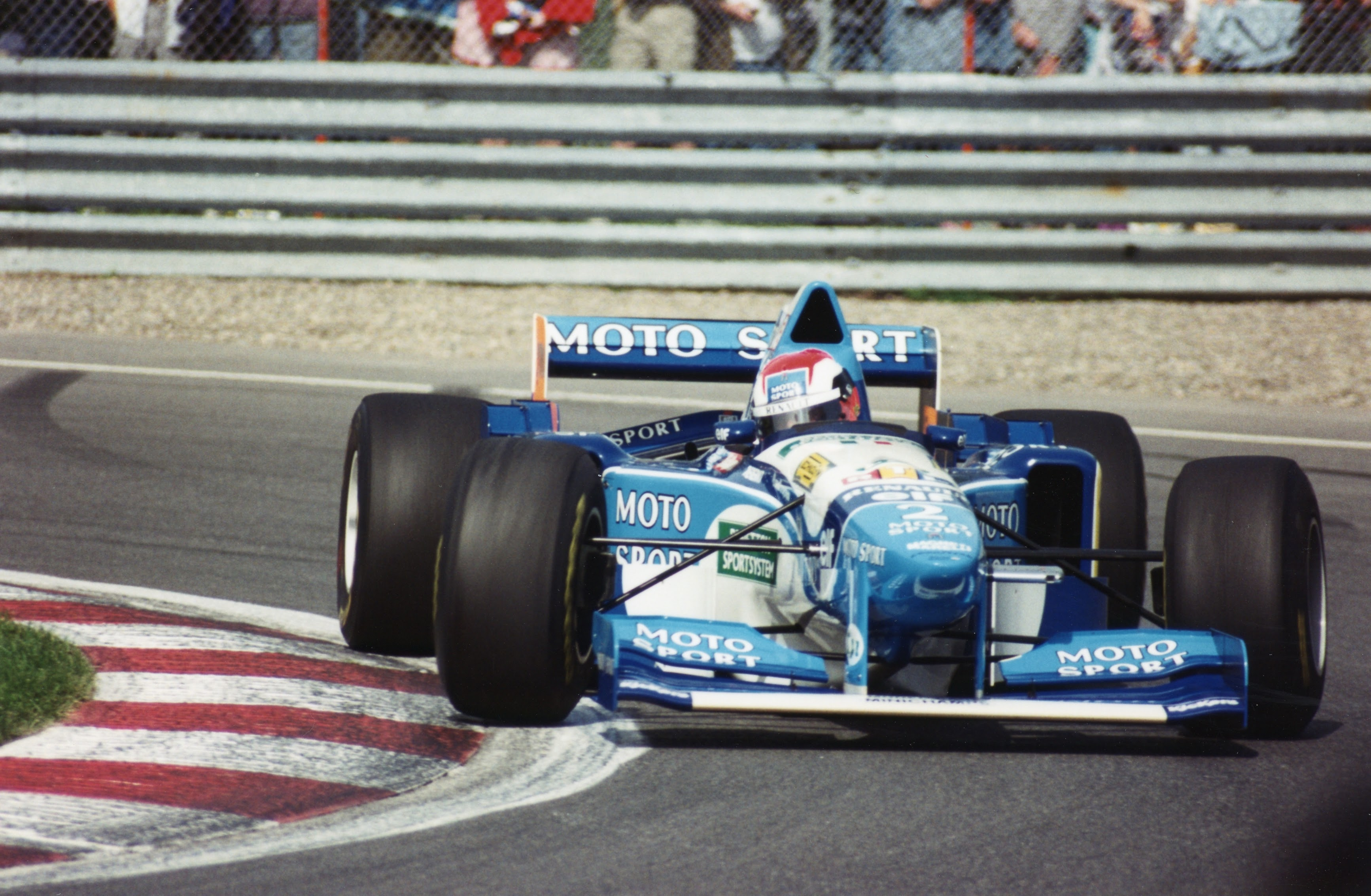
Johnny Herbert alla guida della B195 progettata da Byrne

Anche dopo il passaggio di proprietà, Byrne è rimasto il progettista della scuderia. Vi è rimasto per dieci anni, dal 1986 al 1996. La sua prima autovettura a vincere una gara di Formula 1 è stata la Benetton B186 guidata da Gerhard Berger nel Gran Premio del Messico del 1986. Dopo un breve trasferimento alla Reynard Motorsport nel 1990, è ritornato alla Benetton nel 1991 come capo progettista. Il direttore tecnico della scuderia era Ross Brawn, il direttore sportivo Flavio Briatore ed il pilota di punta Michael Schumacher. Nel 1993 ci fu la prima vittoria: la macchina progettata da Byrne era la B193A, poi evolutasi nella B193B: trionfò nel GP di Portogallo grazie a Schumacher.
La B193B divenne la base per la successiva B194, che ha consentito poi a Michael Schumacher di vincere il titolo 1994 ed alla scuderia di arrivare seconda nel Campionato Costruttori. Nel 1995 la B195, progettata sempre da Byrne, ha permesso a Schumacher di bissare il titolo ed alla scuderia di vincere il Campionato Costruttori per la prima volta. L'ultima vettura progettata, nel 1996, per la stagione successiva, è la Benetton B197, a progetto ultimato, Byrne lascia la scuderia.

### Ferrari

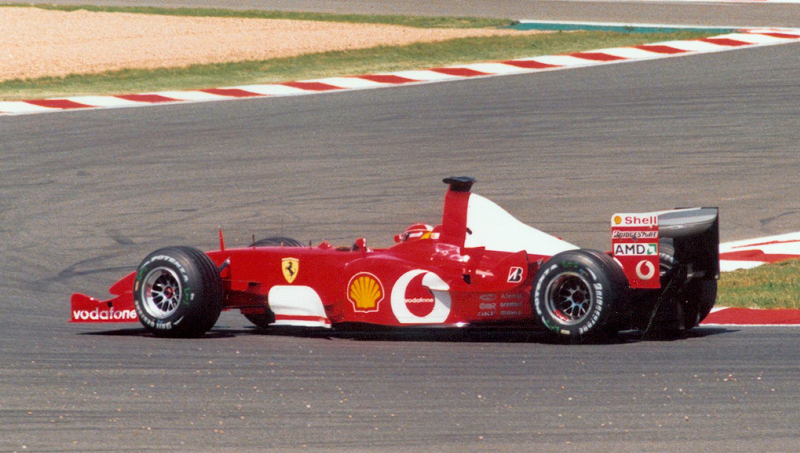
Michael Schumacher sulla F2002

Nel 1996 Byrne decise di lasciare temporaneamente il mondo della Formula 1, per poi essere chiamato dalla Scuderia Ferrari nel 1997 subentrando a John Barnard insieme con Ross Brawn. Prima di essere chiamato dalla Ferrari, Byrne aveva progettato di aprire una scuola di sub in Thailandia.
Arrivato in Ferrari, inizia subito ad apportare sviluppi sulla Ferrari F310B. Vengono attuate soluzioni come il distacco della presa d'aria superiore e modifiche al retrotreno, della monoposto inizialmente progettata da Barnard. Con questi accorgimenti, arriva la competitività per duellare con la Williams FW19, fino all'ultima gara, salvo poi perdere il titolo piloti, con il famoso scontro Schumacher-Villeneuve a Jerez, nel Gran Premio d'Europa, tappa conclusiva della stagione.
La sua prima Ferrari, realizzata interamente, è la F300, che conquista sei vittorie con Schumacher. Successivamente la F399 permette di conquistare il Campionato Costruttori. Le successive F1-2000 e F2001 conquistano entrambi i titoli, così come la F2002, la F2003-GA e la F2004.
Byrne ha ufficialmente lasciato il ruolo di capo progettista Ferrari nel 2004 (gli è succeduto l'italiano Aldo Costa), tuttavia ha mantenuto il ruolo di consulente tecnico per la scuderia e in vista del 2012 le sue responsabilità si sono estese, anche se mai in via ufficiale. L'accoppiata Byrne/progettista - Brawn/direttore tecnico ha coinciso con uno dei periodi più vincenti della storia Ferrari: sei titoli consecutivi nel Campionato Costruttori e cinque titoli piloti con Michael Schumacher.
Nel 2012, Byrne è stato chiamato a progettare la Ferrari F2012 dopo che ha avuto un inizio travagliato della sua vita. È stato anche coinvolto nella progettazione della Ferrari F70.
Nel febbraio 2013, in occasione del lancio della F138, in un'intervista alla rivista tedesca Auto Motor und Sport Rory Byrne ha detto che sta "lavorando a pieno ritmo" alla Ferrari del 2014, in un ruolo consultivo.
Nel 2015 viene chiamato, dal neo-presidente Sergio Marchionne, alla progettazione della Ferrari 2015. Durante la progettazione, il team-principal Maurizio Arrivabene ha rivelato che Byrne lavora come mentore in Ferrari per aiutare il capo progettista Simone Resta.
Byrne è stato fortemente coinvolto nella progettazione della Ferrari F1-75 del 2022. Poiché l'auto ha avuto successo nella prima parte della stagione, il suo contratto come consulente è stato rinnovato per altri tre anni.
Ha ricevuto la Laurea honoris causa in Ingegneria dei materiali, conferitagli dall'Università degli Studi di Trento il 5 maggio 2005.

### Discovery Insure
Byrne è un ingegnere speciale della Discovery Insure in Sud Africa in cui assiste l'azienda a migliorare il comportamento di guida dei sudafricani e rendere le strade più sicure.